# Marco Gallarino
Marco Gallarino (/'marko galla'ri:no/; né le 7 avril 1975 à Milan) est un philosophe et historien de la philosophie italien. Il a été décoré de l'Ordre du Mérite de la République italienne au grade de chevalier, en 2023 par décret du Président de la République italienne, en tant que chef des ordres de chevalerie, sur proposition du Président du Conseil des ministres,.

## Biographie
Après avoir suivi des cours à la Faculté des Lettres et de Philosophie de l'Université de Milan, Marco Gallarino a obtenu une maîtrise en philosophie sous la direction de la médiéviste Mariateresa Fumagalli Beonio Brocchieri, avec un mémoire en histoire de la philosophie médiévale portant sur la présence de doctrines liées au Liber de causis dans les œuvres de Dante Alighieri.
Boursier pendant deux années académiques à l'Institut italien d'études historiques de Naples, fondé par Benedetto Croce, il y a mené des recherches sur les doctrines métaphysiques et politiques de Dante sous la supervision du philosophe et académicien des Lyncéens Gennaro Sasso. Par la suite, il a obtenu son doctorat (PhD) en philosophie à l'Université de Milan, à nouveau sous la direction de Mariateresa Fumagalli Beonio Brocchieri, en se concentrant sur des thématiques liées à la pensée philosophique et métaphysique de Dante,.
En plus d'avoir été professeur à contrat (professore a contratto) à l'Université de Milan et d'exercer depuis 2004 en tant qu'expert dans le domaine (cultore della materia) de l'histoire de la philosophie médiévale au sein du Département de philosophie de cette même université, il enseigne la littérature, la philosophie et l'histoire dans les lycées italiens, sous l'égide du Ministère italien de l'Éducation. Il a publié plusieurs études,, sur la pensée philosophique de Dante,, et mène des recherches dans les domaines de l'histoire de la philosophie, de la littérature, de la spiritualité orientale et occidentale, ainsi que de l'histoire des doctrines ésotériques.
Depuis 2025, il est membre du Comité exécutif de la section lombarde de la Société Philosophique Italienne (Società Filosofica Italiana).
Il s'investit également dans des activités sociales et culturelles à titre bénévole.

## Domaines de recherche
Marco Gallarino s'est principalement consacré à l'histoire de la philosophie médiévale et à la pensée philosophique de Dante. Dans ses essais académiques sur le sujet,, il s’est attaché à analyser la structure et les principes fondamentaux de la pensée cosmologique, cosmogonique et métaphysique de Dante Alighieri,. Il a cherché à démontrer l’unité et la cohérence de la philosophie dantesque, malgré l’évolution de la sensibilité spirituelle du poète florentin. Il identifie l’intention de Dante de transmettre une vérité théologique et métaphysique profonde et cohérente comme le fondement de l’unité même de son message. Ce faisant, il a souvent remis en question des interprétations de la pensée de Dante qui tendent à fragiliser l’unité doctrinale, théologique et métaphysique de son œuvre. Il a ainsi souligné le caractère spirituel et la quête constante de vérité qui traversent presque tous les écrits de Dante.
Au-delà de ses études sur Dante, il mène des recherches dans les domaines de la spiritualité et de l’histoire de l’ésotérisme, et dans ce cadre, il a donné plusieurs conférences et interventions lors de séminaires et d’événements publics. Il a également publié des articles dans la presse sur divers sujets,,.

## Adhésion à des sociétés scientifiques
Depuis 2005, Marco Gallarino est membre de la Société italienne pour l’étude de la pensée médiévale (Società Italiana per lo Studio del Pensiero Medievale - SISPM), depuis 2008 du Conseil international des musées (International Council of Museums - ICOM), depuis 2009 de la Société Dantesque Italienne (Società Dantesca Italiana - SDI) et depuis 2024 de la Société Philosophique Italienne (Società Filosofica Italiana - SFI).

## Distinctions académiques

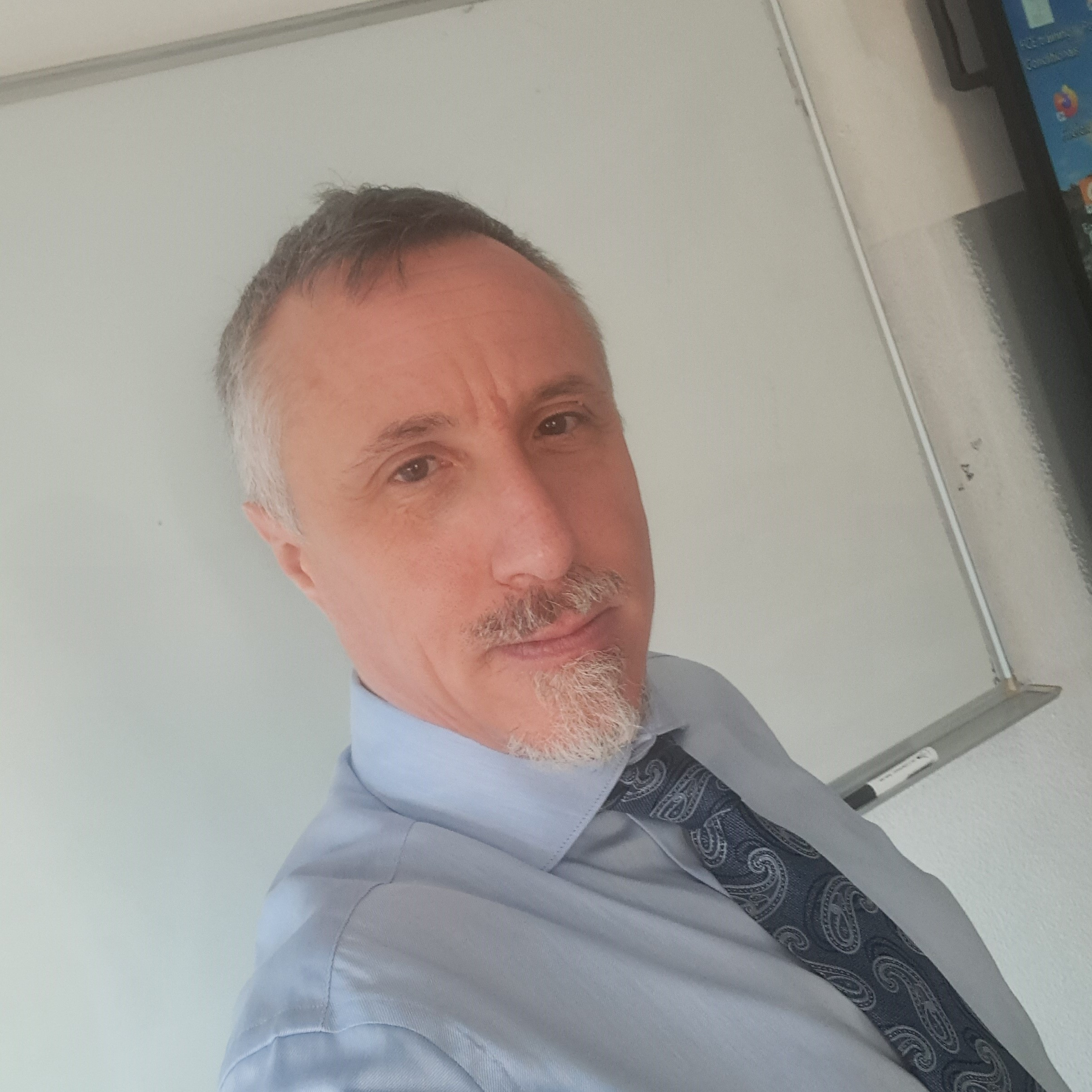
Marco Gallarino en 2024

En 2004, Marco Gallarino a reçu le Prix Arrigo Pacchi, décerné par l'Université de Milan et destiné aux travaux de thèse dans le domaine des études historico-philosophiques.

## Distinctions honorifiques
| Knight of the Order of Merit of the Italian Republic (Cavaliere dell'Ordine al Merito della Repubblica Italiana) - ribbon for ordinary uniform | Chevalier de l'Ordre du Mérite de la République italienne (Cavaliere dell'Ordine al Merito della Repubblica Italiana) |
| Knight of the Order of Merit of the Italian Republic (Cavaliere dell'Ordine al Merito della Repubblica Italiana) - ribbon for ordinary uniform | — 27 décembre 2023 |

## Publications scientifiques et académiques

### Monographies scientifiques
- Metafisica e cosmologia in Dante. Il tema della rovina angelica, Bologna, Il Mulino, 2013 (Pubblicazioni dell’Istituto italiano per gli studi storici, 63), pp. x-170,  (ISBN 978-88-15-24504-5)

### Articles scientifiques

#### Articles de revues
- Note sulla dottrina della causazione nel pensiero di Dante Alighieri, in «Annali dell’Istituto Italiano per gli Studi Storici», XX 2003/2004 (2005), pp. 5-44, ISSN 0578-9931
- Il soggetto degli elementi: note sul ventinovesimo canto del Paradiso, in «Annali dell’Istituto Italiano per gli Studi Storici», XXI 2005 (2007), pp. 49-68, ISSN 0578-9931
- Riflessioni sulla filosofia politica dantesca alla luce delle critiche di Guido Vernani da Rimini, in «Annali dell’Istituto Italiano per gli Studi Storici», XXII 2006/2007 (2008), pp. 87-112, ISSN 0578-9931

#### Contributions dans des ouvrages collectifs et actes de colloques
- Nobiltà e ricchezza nel quarto trattato del Convivio, in Identità cittadina e comportamenti socio-economici tra Medioevo ed Età Moderna, a cura di Paolo Prodi, Maria Giuseppina Muzzarelli e Stefano Simonetta, Bologna, CLUEB, 2007, pp. 231-240,  (ISBN 978-88-491-2851-2)
- Orrore infernale. Arte e verità nella prima cantica dantesca, in L’orrore nelle arti. Prospettive estetiche sull’immaginazione del limite, a cura di Manuele Bellini, Milano, Lucisano, 2008, pp. 125-134,  (ISBN 978-88-89078-31-0) (seconda edizione accresciuta nell’apparato di note; prima edizione ridotta in L’orrore nelle arti. Prospettive estetiche sull’immaginazione del limite, a cura di Manuele Bellini, Napoli, Scripta Web, 2007, pp. 115-123)
- Il ruolo cosmogonico della rovina angelica nel pensiero di Dante, in Cosmogonie e cosmologie nel Medioevo. Atti del Convegno della Società Italiana per lo Studio del Pensiero Medievale (S.I.S.P.M.). Catania, 22-24 settembre 2006, a cura di Concetto Martello, Chiara Militello e Andrea Vella, Louvain-la-Neuve, Brepols (Fédération Internationale des Instituts d’Études Médiévales), 2008, pp. 79-88,  (ISBN 978-2-503-52951-6)
- L’immaginazione tra psicologia e poesia nella Divina Commedia, in Immaginario e immaginazione nel Medioevo. Atti del convegno della Società Italiana per lo Studio del Pensiero Medievale (S.I.S.P.M.), Milano, 25-27 settembre 2008, a cura di M. Bettetini e F. Paparella, con la collaborazione di R. Furlan, Louvain-la-Neuve, Brepols (Fédération Internationale des Instituts d’Études Médiévales), 2009 (Textes et Études du Moyen Âge, 51), pp. 339-351,  (ISBN 978-2-503-53150-2)

### Entrées encyclopédiques
- Dante, in Ereticopedia. Dizionario di eretici, dissidenti e inquisitori nel mondo mediterraneo, Firenze, Edizioni CLORI, 2014, http://www.ereticopedia.org/dante,  (ISBN 978-8894241600)

### Comptes rendus de livres
- Lucentini, “Platonismo, ermetismo, eresia nel medioevo”, Fédération internationale des instituts d’études medievales, Louvain la-Neuve 2007, pp XV+519, recensione, in «Schola Salernitana», XIV-XV (2009-2010), pp. 406-411

### Thèses déposées
- I fondamenti metafisici del pensiero filosofico di Dante Alighieri. Materia e informazione nel contesto cosmologico e cosmogonico del tema della rovina angelica, tesi dottorale discussa nella sede dell’Università degli Studi di Milano il 18 gennaio 2008 e depositata presso le Biblioteche Nazionali Centrali di Roma e Firenze (pp. 258, cm. 21×29,7)

## Liste des publications de vulgarisation
- Si può davvero parlare di attualità del pensiero dantesco?, in «Gli Stati Generali», 20 aprile 2021 (https://www.glistatigenerali.com/cultura/filosofia/si-puo-davvero-parlare-di-attualita-del-pensiero-dantesco/)
- Ucraina, nonviolenza e guerra giusta, in «Gli Stati Generali», 4 marzo 2022 (https://www.glistatigenerali.com/cultura/filosofia/ucraina-nonviolenza-e-guerra-giusta/)
- Elogio del relativismo, in «Gli Stati Generali», 31 dicembre 2022 (https://www.glistatigenerali.com/cultura/filosofia/elogio-del-relativismo/)